# ابن سیده
ابن سیده (عربی: أبو الحسن علی بن اسمعیل؛ زاده: ۱۰۰۷ - درگذشته: ۲۶ مارس ۱۰۶۶) زبان‌شناس و نویسنده کتاب «المحکم و المحیط الأعظم» است که یکی از جامع‌ترین واژه‌نامه‌های زبان عربی است.

## آثار
از جمله گردآوری‌ها و کتاب‌های او «المخصص»، «داور و اقیانوس بزرگ» و «ظریف» و شرح حماسی بر کتاب ابی تمام و «شرحی بر اصلاح منطق»، «شرحی بر شعر المتنبی» و «جهان و فراگیرنده»، «در شناخت قواعد قافیه»، «آوائی در توضیح اصلاحات منطق»، «شرحی بر کتاب رستگاری»، «آسمان و جهان» و کتاب (دنیای زبان) می‌باشد.
الحمیدی در رابطه با ابن سیده گفته‌است: «او جلودار زبان‌شناسی بود، تمام زبان در او جمع شده بود و او در شعر و قواعد سرآمد بود». ابن قاضی شهبة در رابطه با او گفته‌است: «هر کسی که در خطبه کتاب المُحْکَم علم متمرکز شود خواهد فهمید که او یکی از سران علوم است و خطبه‌ای را که در این زبان نوشته‌است، همانند خطبه کتاب شفاء ابوعلی سینا است».

## درگذشت
ابن سیده در ۲۶ ربیع‌الاول سال ۴۵۸ هجری برابر با ۱۰۶۶ میلادی درگذشت و حدود ۶۰ سال عمر کرد.